# Colostygia multistrigaria
Colostygia multistrigaria là một loài bướm đêm trong họ Geometridae.

## Hình ảnh

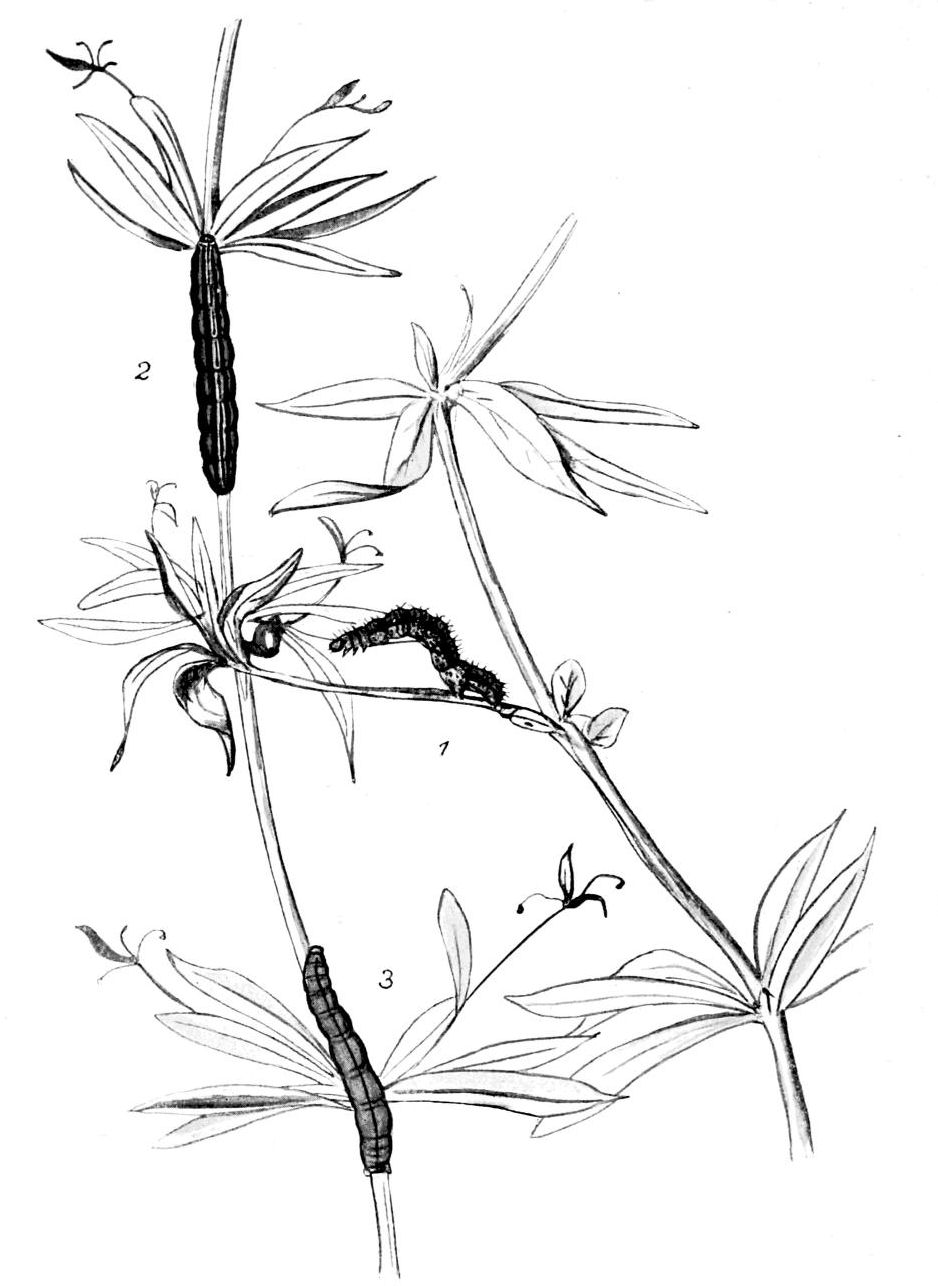
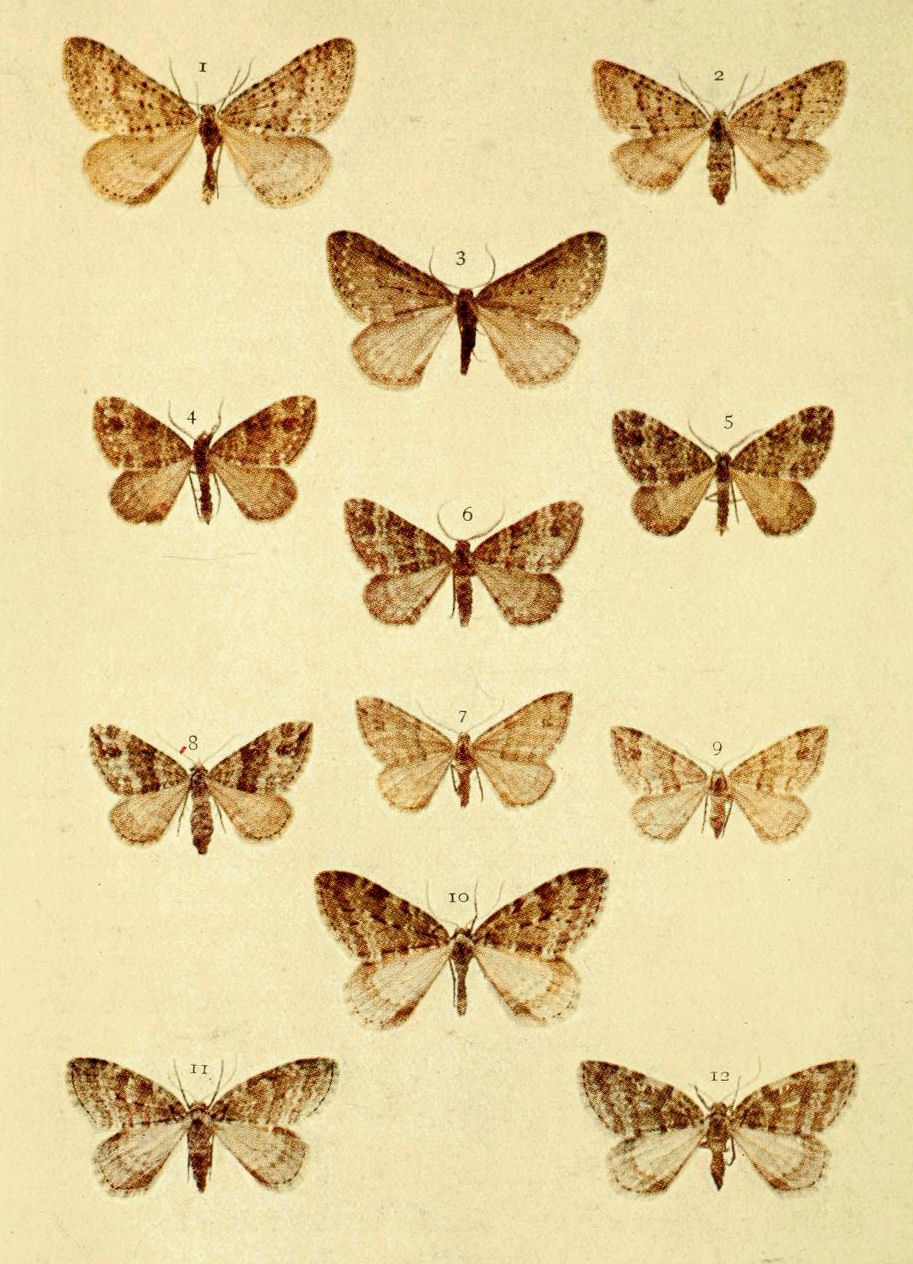